# Pustînkî, Cernihiv
Pustînkî (în ucraineană Пустинки) este un sat în comuna Mnov din raionul Cernihiv, regiunea Cernihiv, Ucraina.

## Demografie
Componența lingvistică a localității Pustînkî
     Ucraineană (100%)
Conform recensământului din 2001, toată populația localității Pustînkî era vorbitoare de ucraineană (100%).